# Ювенальный инспектор: тень над Йыхви
«Ювена́льный инспе́ктор: тень над Йы́хви» (англ. Juvenile Inspektor: The Shadow Over Jõhvi) — будущий американо-эстонский психологический триллер, детектив, телесериал, основанный на повести Говарда Лавкрафта «Тень над Иннсмутом». В главных ролях сыграли: Алексей Горбунов, Александр Ивашкевич, Элла Бардо и Максим Покровский. Премьера тизера состоялась 16 сентября 2024 года.

## Синопсис
За три года до окончания советской оккупации в небольшой тихий эстонский городок приезжает новый инспектор по делам несовершеннолетних. С каждым шагом тайны и скрытые напряжения города начинают раскрываться, и становится ясно, что это место таит в себе больше, чем кажется на первый взгляд.

## В ролях
- Алексей Горбунов — майор милиции[7]

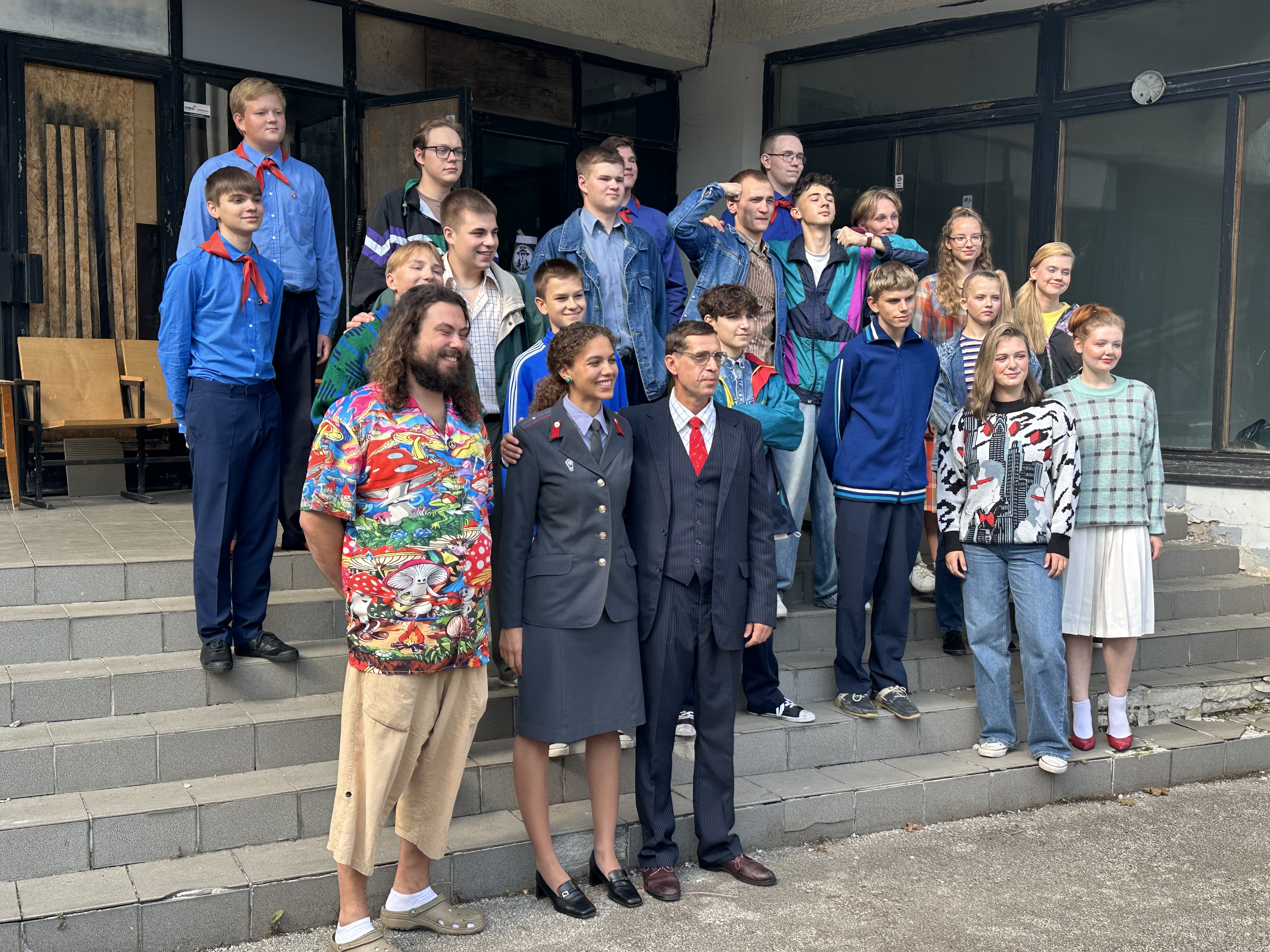
Пионеры и главные актёры на съемках фильма

- Александр Ивашкевич — капитан милиции
- Элла Бардо — Ольга
- Максим Покровский — Левин
- Рональд Пелин — Март
- Василий Алферов — Боровик[4]
- Янис Масальскис — младший сержант милиции

## Производство
С февраля 2024 года велась подготовительные работы, включая поиск локаций в Ида-Вирумаа, а также предметов и атрибутов, характерных для конца 80-х годов. Съёмки пилотного проекта проходили в Йыхви и Кохтла-Ярве с 31 августа по 4 сентября. Возобновить работу над сериалом планируется весной 2025 года и если найдется достаточное финансирование, то будет снято восемь серий. Режиссёром и продюсером является Павел Гаврилин. Частичную финансовую поддержку оказывает Вируский фонд кино.